# Gidy
Gidy är en kommun i departementet Loiret i regionen Centre-Val de Loire strax norr Frankrikes mitt. Kommunen ligger i kantonen Artenay som tillhör arrondissementet Orléans. År 2022 hade Gidy 2 015 invånare.

## Befolkningsutveckling
Antalet invånare i kommunen Gidy
| Referens: INSEE |